# Journée mondiale pour le droit à l'avortement

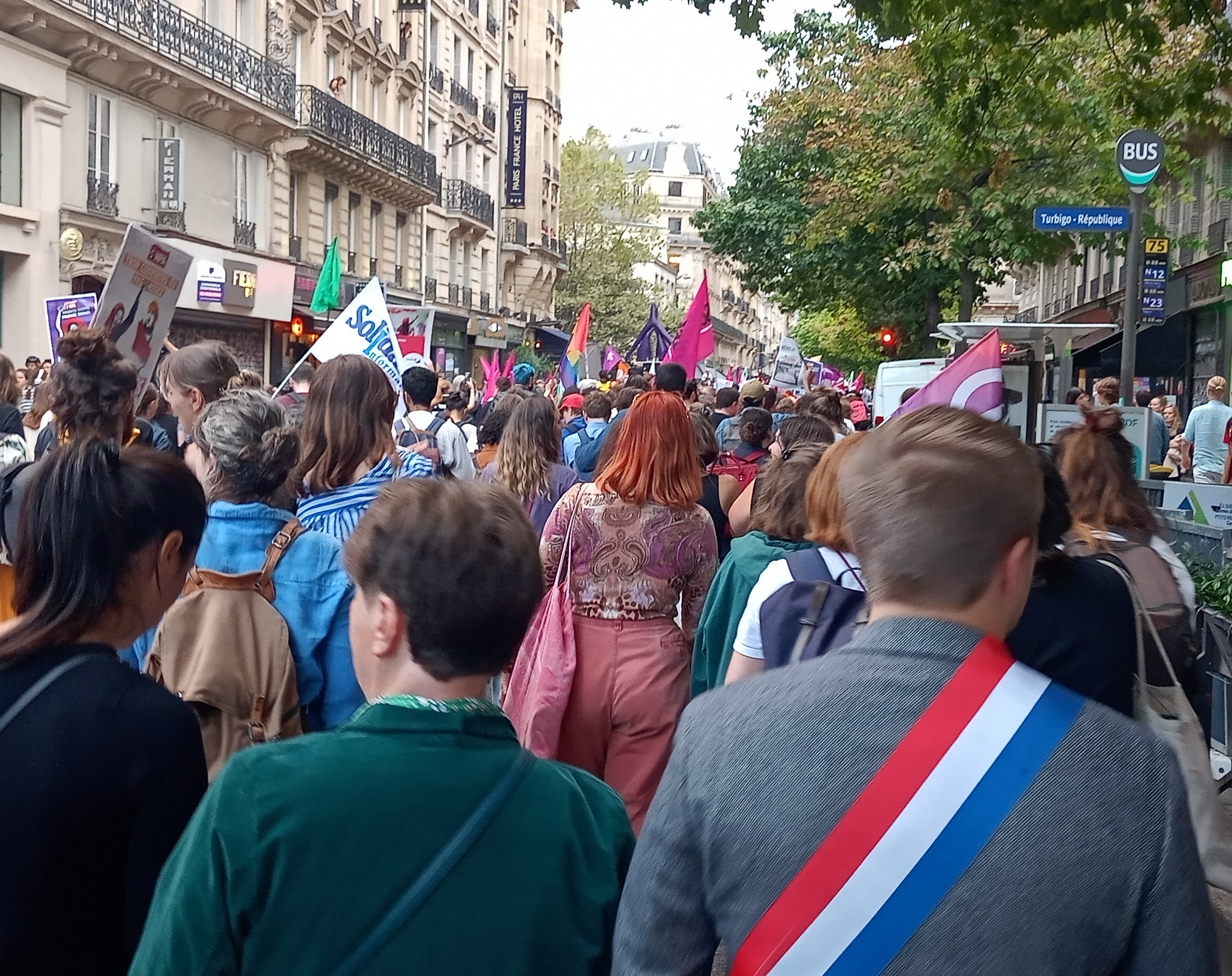
Journée mondiale pour le droit à l'avortement à Paris le 28 septembre 2023

La journée mondiale pour le droit à l'avortement a lieu chaque année le 28 septembre et est dédiée à la promotion du droit à l'avortement.

## Historique
La journée mondiale pour le droit à l'avortement a été créée en 1990 en Amérique latine et dans les Caraïbes. Elle a lieu chaque année le 28 septembre.
En 2019 dans le monde, on comptait environ 73 millions d’avortements provoqués chaque année. Six grossesses non désirées sur dix (61 %) et trois grossesses sur dix (29 %) se terminaient par un avortement provoqué.
Dans les cas d'avortements non sécurisés / clandestins, l'OMS en 2008 décomptait 47000 femmes décédées alors que l'avortement médicalisé est une intervention simple et extrêmement sûre. Les risques pour la santé physique associés à l’avortement non sécurisé sont notamment :
- l'évacuation incomplète des tissus et produits de la grossesse de l’utérus ;
- les hémorragies ;
- les infections ;
- les perforations de l’utérus pour des avortements clandestin par un objet pointu ou tranchant ;
- les lésions de l’appareil génital et des organes internes par insertion d’objets dangereux dans le vagin ou l’anus.

## Objectifs
En 2023, l'OMS a rédigé un rapport sur une série de mesures nécessaires pour éliminer les obstacles à des soins d’avortement de qualité, incluant notamment:
- la dépénalisation de l’avortement et suppression des lois et politiques qui constituent des obstacles à son accès ;
- l'autonomisation, soutien et protection des prestataires de soins d’avortement ;
- garantir l’accès à l’autogestion de l’avortement comme option pour accéder aux soins d’avortement médicamenteux ;
- garantir l’accès aux soins post-avortement ;
- l'implication et la sensibilisation des jeunes pour garantir l’accès à l’avortement pour tous.